# Reazione elementare
La reazione elementare è una reazione chimica nella quale una o più specie chimiche reagiscono direttamente per formare i prodotti attraverso un singolo "stadio di reazione" (anche detto "atto reattivo") e attraversando un solo stato di transizione (anche detto "complesso attivato").
Qualsiasi reazione chimica può essere scomposta in una sequenza di reazioni elementari.

## Reazione elementare unimolecolare
Nel caso di una reazione elementare unimolecolare, una molecola A si dissocia o si isomerizza per formare uno o più prodotti, secondo la reazione:
A → prodotti
In condizioni di isotermicità, la velocità di reazione {\displaystyle {\frac {\operatorname {d} [A]}{\operatorname {d} t}}} è proporzionale alla concentrazione della specie A, ovvero:
{\displaystyle {\frac {\operatorname {d} [A]}{\operatorname {d} t}}=-k[A]}

## Reazione elementare bimolecolare
Nel caso di una reazione elementare bimolecolare, due atomi, molecole, ioni o radicali A e B reagiscono insieme per formare uno o più prodotti, secondo la reazione:
A + B → prodotti
In condizioni di isotermicità, la velocità di reazione {\displaystyle {\frac {\operatorname {d} [A]}{\operatorname {d} t}}} è proporzionale al prodotto delle concentrazioni delle specie A e B, ovvero:
{\displaystyle {\frac {\operatorname {d} [A]}{\operatorname {d} t}}={\frac {\operatorname {d} [B]}{\operatorname {d} t}}=-k[A][B]}
Questo risultato è anche noto come legge di azione di massa.
Un esempio di reazione di questo tipo è la reazione di cicloaddizione.
Nel caso di reazione bimolecolare, i reagenti si trasformano in prodotti passando attraverso la formazione di un complesso attivato (A·B). Ad esempio, se vengono formate due molecole (C e D) a partire da due molecole reagenti (A e B), la reazione elementare può essere scritta nella forma:
A + B → (A·B) → C + D
Il complesso attivato ha un'energia maggiore di quella dei reagenti, per cui si ha una "barriera di energia" da oltrepassare perché si possa svolgere la reazione. La differenza di contenuto energetico tra i reagenti e i prodotti è associata alla termodinamica del sistema: in particolare la reazione è endotermica se i prodotti hanno contenuto energetico maggiore rispetto ai reagenti mentre è esotermica se i prodotti hanno contenuto energetico minore rispetto ai reagenti.

## Reazione elementare trimolecolare
Perché avvenga una reazione elementare trimolecolare è necessario che tre specie chimiche si urtino tutte e tre contemporaneamente, per cui questo tipo di reazione elementare è molto rara.